# Spalax
Spalax là một chi động vật có vú trong họ Spalacidae, bộ Gặm nhấm. Chi này được Guldenstaedt miêu tả năm 1770. Loài điển hình của chi này là Spalax microphthalmus Guldenstaedt, 1770.

## Hình ảnh

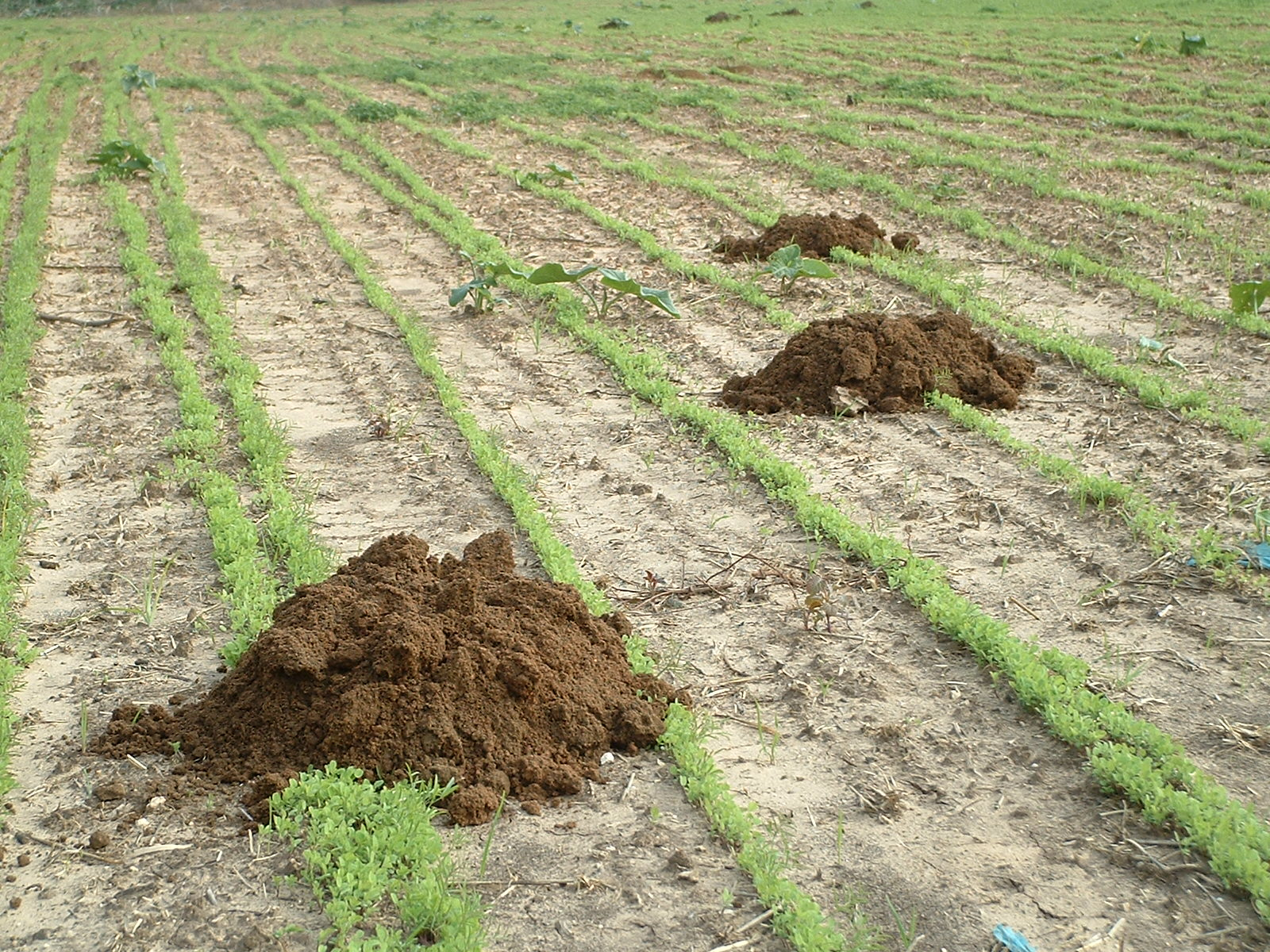
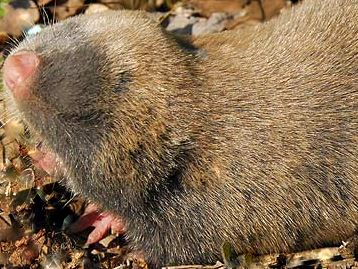
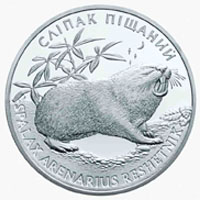

## Các loài
Chi này gồm các loài:
- Spalax arenarius
- Spalax carmeli
- Spalax ehrenbergi
- Spalax galili
- Spalax giganteus
- Spalax golani
- Spalax graecus
- Spalax judaei
- Spalax leucodon
- Spalax microphthalmus
- Spalax munzuri
- Spalax nehringi
- Spalax uralensis
- Spalax zemni